# Miejsce obsługi podróżnych

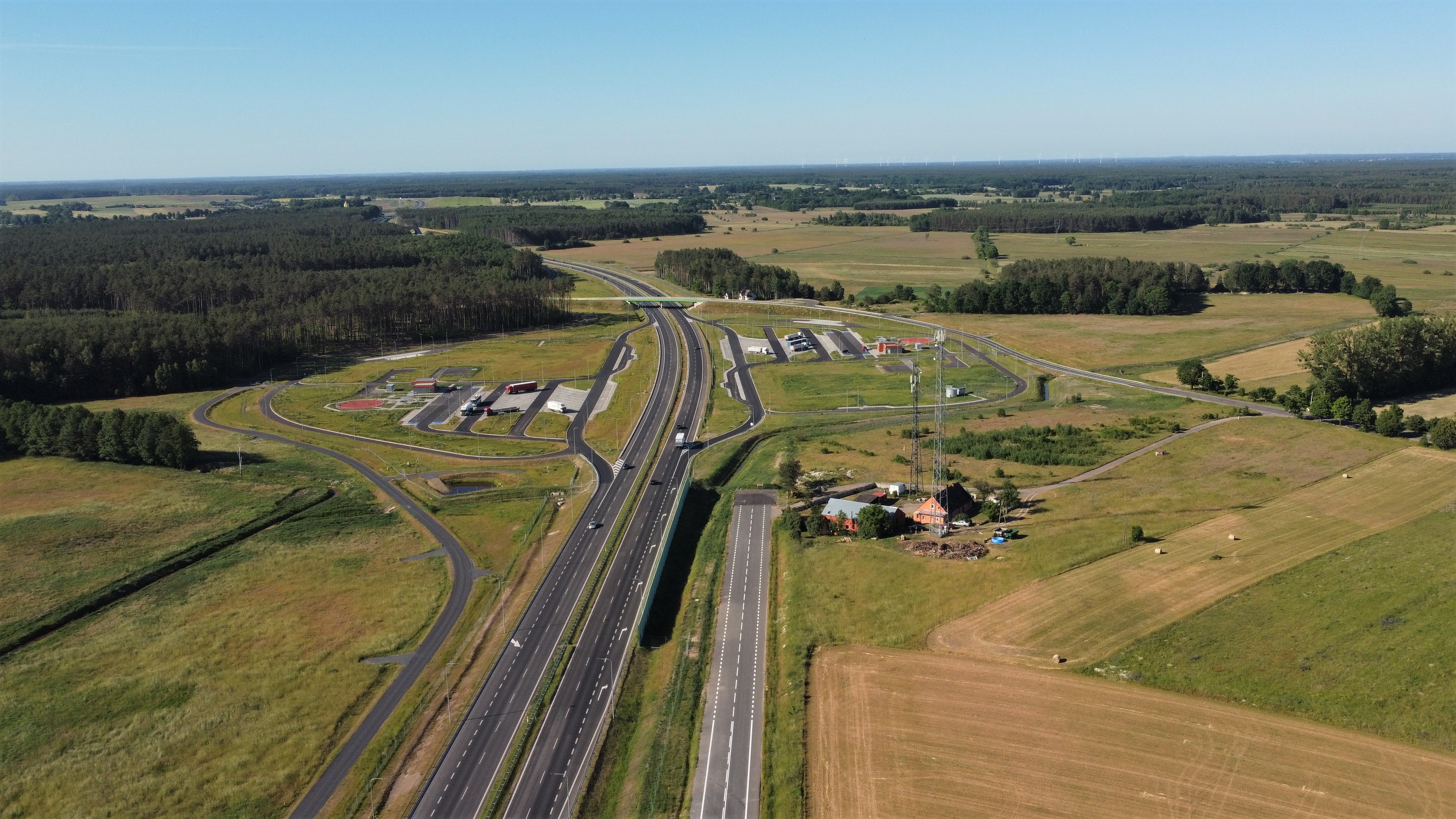
Miejsce Obsługi Podróżnych Przybiernów przy S3

Miejsce obsługi podróżnych (MOP) – teren wydzielony w pasie drogowym poza koroną drogi, wyposażony w miejsca postojowe dla pojazdów oraz w urządzenia służące zaspokajaniu potrzeb podróżnych. MOP-y w Polsce podzielone są na trzy klasy:
1. MOP klasy I – o funkcji wypoczynkowej: wyposażony w stanowiska postojowe (parking), jezdnie manewrowe, urządzenia wypoczynkowe, sanitarne i oświetlenie; dopuszcza się wyposażenie w obiekty małej gastronomii,
2. MOP klasy II – o funkcji wypoczynkowo-usługowej: wyposażony w obiekty, o których mowa w pkt 1, oraz w stację paliw, stanowiska obsługi pojazdów, obiekty gastronomiczno-handlowe, informacji turystycznej,
3. MOP klasy III – o funkcji wypoczynkowej i usługowej: wyposażony w obiekty, o których mowa w pkt 2, obiekty noclegowe oraz w zależności od potrzeb w agendy poczty, banku, biur turystycznych, biur ubezpieczeniowych.

MOP-y są ściśle związane z drogami o ograniczonej dostępności (autostrady i drogi ekspresowe) i muszą znajdować się w pasie drogowym.
Nie należy utożsamiać prywatnych stacji paliw lub punktów zbiorowego żywienia (barów) z funkcją MOP. Na drogach niższych klas, w tym również 2-jezdniowych jak np. Gierkówka ww. elementy nazywa się obiektami i urządzeniami obsługi uczestników ruchu.

## Problemy i brak chętnych
MOP-y w Polsce zasadniczo są własnością GDDKiA, natomiast chętni na uruchomienie danego obiektu, po zbudowaniu dostają wyłącznie prawo dzierżawy na 20 lat za ustalonym czynszem. W przypadku stacji benzynowej z restauracją czynsz może wynosić 130 tys. zł miesięcznie plus 3,5% przychodów z działalności. Dzierżawca musi ponadto zapłacić 50% czynszu przed otwarciem obiektu. Z racji tych warunków w wielu wypadkach brakuje chętnych.